# 山姥

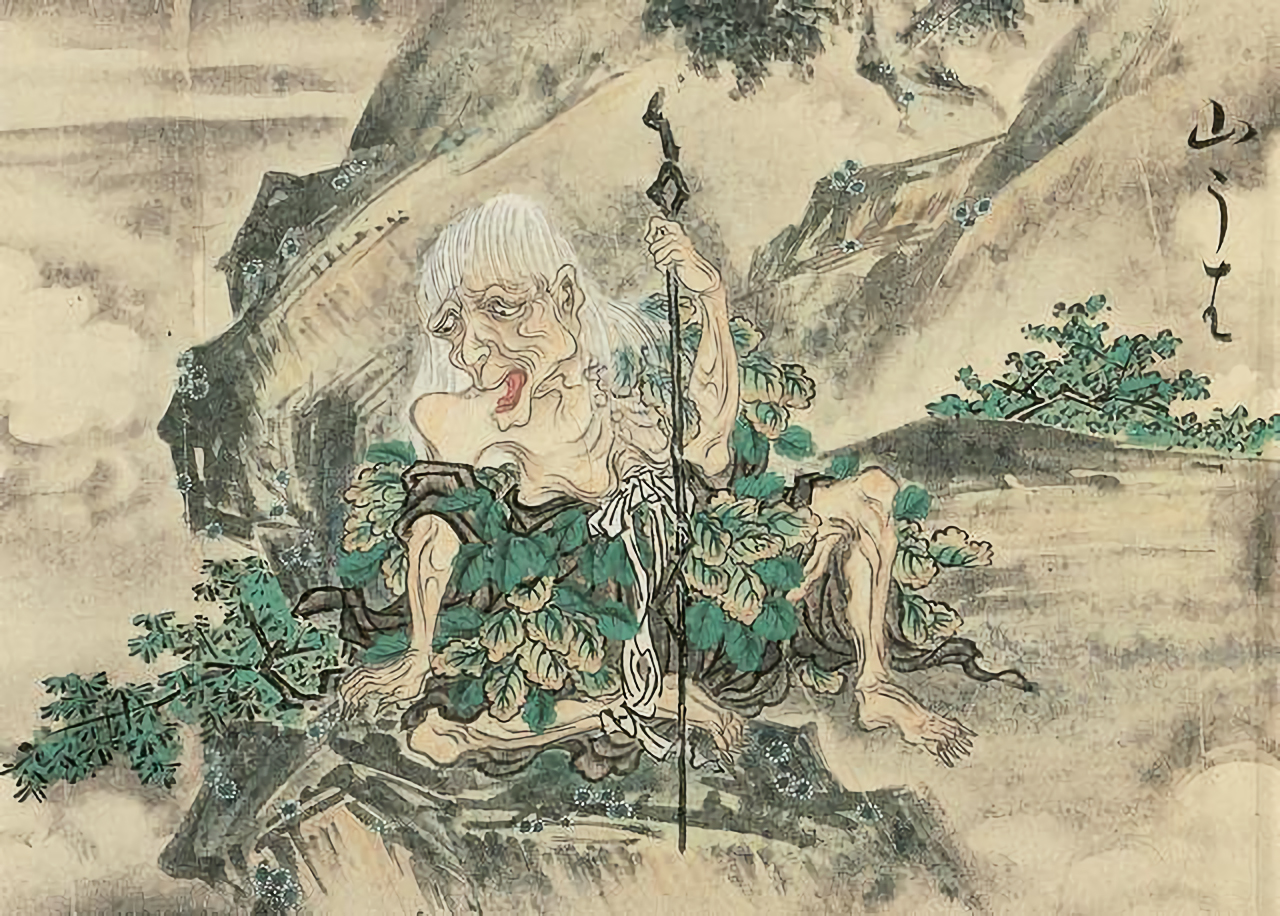
佐脇嵩之『百怪圖卷』「山うは」

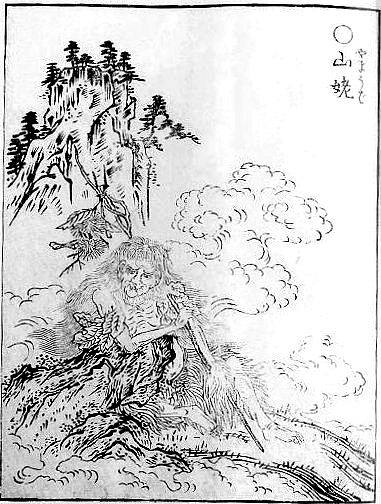
鳥山石燕『畫圖百鬼夜行』「山姥」

山姥（やまうば、やまんば）是棲息在深山的老女妖怪。 住在山中、食人，也稱作鬼婆、鬼女。

## 概要
化身成為美麗的婦人，提供在山中的旅人住宿和食物，但是，在旅人就寝後，將其吞食。也稱作「山母」、「山姬」、「山女郎」，在東海道、四國、九州南部山地，有山姥和山爺或山姥和山童一起居住的傳說，山姥也稱作「山母」、山爺也稱作「山父」。

## 金太郎之母

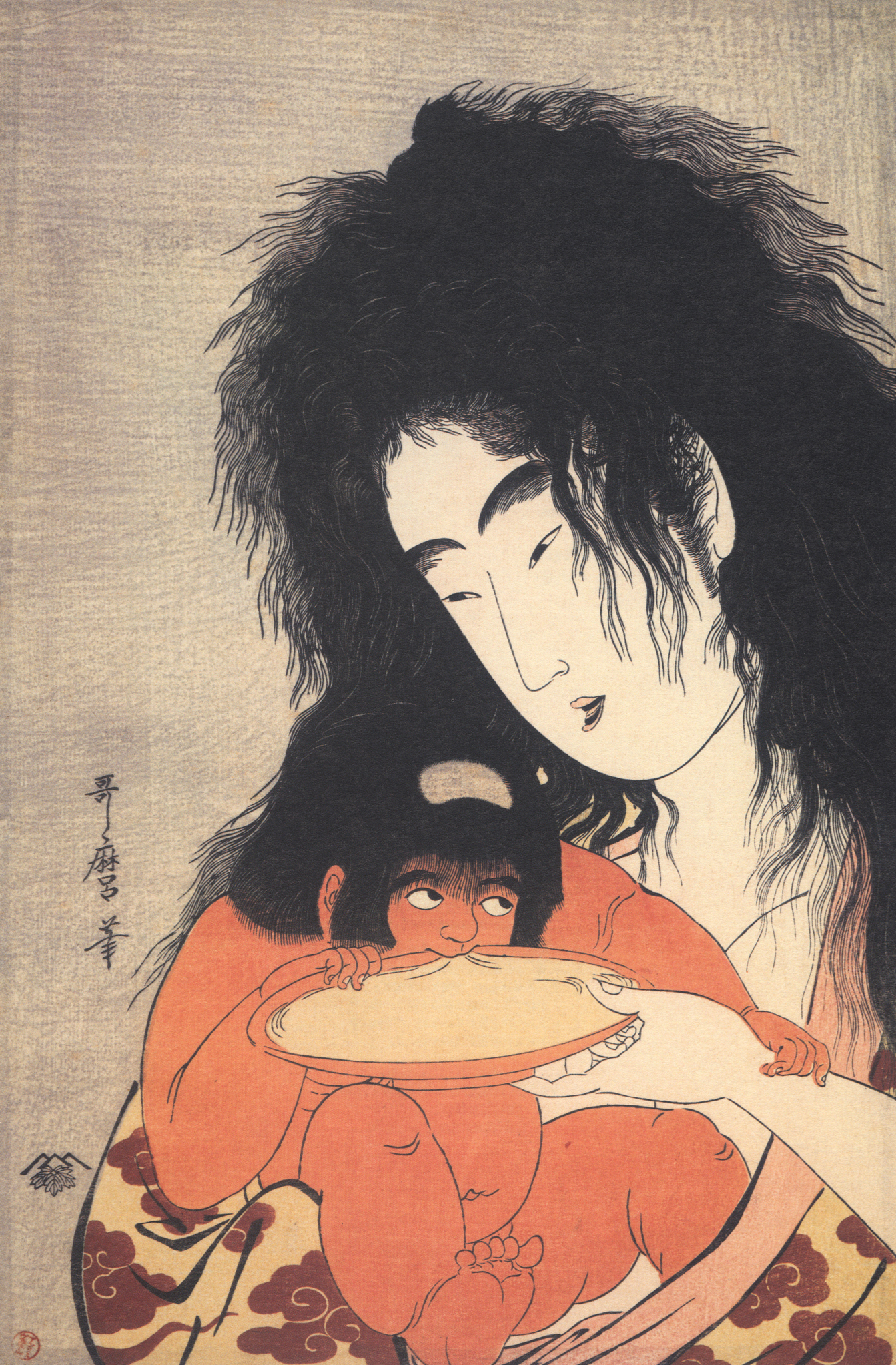
喜多川歌麿『山姥と金太郎 盃』

有名的山姥傳承，足柄山的金太郎之母。金太郎又名坂田金時，源賴光四天王之一人。『今昔物語集』中，976年，源賴光從上總國上京途中，在相模國足柄山發現老婆婆和二十歲左右的童形年輕人，尋問後得知年輕人是老婆婆和赤龍之子。賴光認為此人並非常人，將其納為家臣。

## 作品
山姥關連作品。

### 音樂
- 曲舞『山姥』
- 謠曲『山姥』
- 金平淨瑠璃（改編自足柄山的金太郎傳說）
- 義太夫『嫗山姥』（改編自金太郎傳說和謠曲『山姥』）
  - 義太夫『道行山廻旭之粧』
- 地唄常磐津清元富本荻江『山姥』
- 長唄『四季之山姥』
- 能劇『黒塚』

### 漫畫
- 靈異教師神眉
- 鬼燈的冷徹
- 妖怪手錶：永遠的朋友

### 遊戲
- 東方天空璋
- 東方虹龍洞

## 關連項目
- 芭芭雅嘎

## 外部連結
- 能面 長澤重春能面集：山姥 （页面存档备份，存于）